# Jean-Louis Koszul
Jean-Louis Koszul   (Estrasburg, 3 de gener de 1921 - Fontanil-Cornillon, 12 de gener de 2018) va ser un matemàtic francès.
Koszul va fer els estudis secundaris a la seva vila natal d'Estrasburg i el 1940 va ingressar a l'École Normale Supérieure. El 1949 va defensar la seva tesi doctoral sobre homologia i cohomologia de les àlgebres de Lie, dirigida per Henri Cartan. A continuació va ser nomenat professor de la universitat d'Estrasburg on va romandre fins al 1963 quan va passar a la universitat de Grenoble-Alps en la qual es va jubilar el 1986. En els anys successius va continuar sent molt actiu en la recerca dins de l'Institut Fourier.
Koszul va ser membre de la segona generació de Bourbakis i el seu camp de treball va ser l'àlgebra i la geometria. Va fer notables aportacions a l'estudi dels espais simètrics homogenis, i de la geometria de la informació. A més, Koszul és recordat per diferents teoremes i objectes matemàtics que porten el seu nom: els morfismes de Koszul, l'àlgebra de Koszul, la dualitat de Koszul i altres.